# Kansu İldem
Kansu İldem – turecki zapaśnik walczący w stylu klasycznym. Trzeci w Pucharze Świata w 2016; czwarty w 2015 i piąty 2014. Zdobył brązowy medal na mistrzostwach śródziemnomorskich w 2011 roku.